# Хазарские острова
Хазарские острова (также известны как Каспийские острова; азерб. Xəzər Adaları, «Khazar Island») — застопорившееся развитие искусственных островов, находящихся в 25 км к югу от города Баку, Азербайджан. Состоят из 41 острова площадью 3 тыс. гектаров (30 км²) в Каспийском море.
Изначально заявленный план включал город-миллионник с 150 школами, 50 больницами и детскими центрами, многочисленными парками, торговыми центрами, культурными центрами и университетским кампусом, а также гоночным треком «Формула-1» вокруг центральной части и возведение небоскреба «Azerbaijan Tower».

## Ход строительства
Строительство Хазарских островов началось в марте 2011 года, и в ходе экономического бума Азербайджана были достигнуты значительные строительные успехи. В августе 2014 года главная пляжная зона была празднично открыта, были возведены многие небоскребы. 
Однако чрезмерно амбициозный дизайн и масштаб проекта стали очевидными в 2015 году по мере падения цены на нефть. В мае 2015 года Ибрагимов был арестован из-за неспособности его компании «Авеста» начать погашение долга около 57 миллионов долларов США перед Международным банком Азербайджана. После выхода Ибрагимова компания заявила, что проект по-прежнему планируется завершить в период с 2020 по 2025 год. В интервью в апреле 2017 года Ибрагимов настаивал на том, что долгожданные работы, наконец, будут перезапущены позднее в 2017 году. 
В октябре 2017 года Ибрагимов, как сообщалось, возобновил свою работу с «Авестой» и заявил, что не покинет Азербайджан, но выразил сомнения относительно продолжения проекта Хазарских островов, и по состоянию на январь 2018 года нет никаких признаков возобновления работы. Одно из предложений по размораживанию проекта — это превращение его в курортный парк развлечений и аттракционов.